# Stefan Nillessen
Stefan Nillessen (2 gennaio 2003) è un mezzofondista olandese.

## Record nazionali
Seniores
- 1500 metri piani: 3'29"23 ( Parigi, 20 giugno 2025)
- Miglio indoor: 3:52.70 ( Liévin, 13 febbraio 2025)

## Progressione

### 1500 metri piani
| Stagione | Misura  | Luogo      | Data      | Rank. Mond. |
| -------- | ------- | ---------- | --------- | ----------- |
| 2025     | 3'29"23 | Parigi     | 20-6-2025 |             |
| 2024     | 3'30"75 | Parigi     | 6-8-2024  |             |
| 2023     | 3'37"17 | Berlino    | 3-9-2023  |             |
| 2022     | 3'44"05 | Nijmegen   | 28-5-2022 |             |
| 2021     | 3'59"57 | Utrecht    | 3-9-2021  |             |
| 2020     | 3'59"07 | Nijmegen   | 15-8-2020 |             |
| 2019     | 4'03"65 | Wageningen | 20-9-2019 |             |

### 3000 metri piani
| Stagione | Misura     | Luogo               | Data      | Rank. Mond |
| -------- | ---------- | ------------------- | --------- | ---------- |
| 2024     | 7'37"10(i) | Karlsruhe           | 7-2-2025  |            |
| 2023     | 8'13"70(i) | Apeldoorn           | 19-2-2023 |            |
| 2022     | 8'05"65    | Utrecht             | 10-6-2022 |            |
| 2019     | 8'52"45    | Alphen aan den Rijn | 28-6-2019 |            |

## Palmarès
| Anno | Manifestazione | Sede          | Evento          | Risultato | Prestazione | Note  |
| ---- | -------------- | ------------- | --------------- | --------- | ----------- | ----- |
| 2022 | Mondiali U20   | Cali          | 1500 m piani    | Batteria  | 3'50"36     |       |
| 2022 | Mondiali U20   | Cali          | 3000 m piani    | Batteria  | 8'16"34     |       |
| 2022 | Europei cross  | Venaria Reale | Corsa U20       | 15º       | 18'15"      |       |
| 2023 | Europei U23    | Espoo         | 1500 m piani    | Oro       | 3'43"35     |       |
| 2024 | Olimpiade      | Parigi        | 1500 m piani    | 9º        | 3'30"75     | [ 1 ] |
| 2024 | Europei cross  | Antalya       | Corsa U23       | 12º       | 18'52"      |       |
| 2024 | Europei cross  | Antalya       | Staffetta mista | 4º        | 18'12"      | [ 2 ] |
| 2025 | Europei indoor | Apeldoorn     | 3000 m piani    | 8º        | 7'55"83     | [ 3 ] |
| 2025 | Europei U23    | Bergen        | 1500 m piani    | Oro       | 3'44"87     |       |
| 2025 | Europei U23    | Bergen        | 3000 m siepi    | Argento   | 8'20"48     |       |

## Campionati nazionali
- 1 volta campione nazionale olandese dei 1500 metri piani (2024)
- 1 volta campione nazionale olandese indoor dei 1500 metri piani (2025)

2022
- 6º ai campionati olandesi (Apeldoorn), 1500 m piani - 3'44"93

2023
- 5º ai campionati olandesi indoor (Apeldoorn), 1500 m piani - 3'50"75
- 8º ai campionati olandesi indoor (Apeldoorn), 3000 m piani - 8'13"70
- 5º ai campionati olandesi (Breda), 800 m piani - 1'49"11

2024
- 7º ai campionati olandesi indoor (Apeldoorn), 1500 m piani - 3'47"31
- Oro ai campionati olandesi (Hengelo), 1500 m piani - 3'35"80
- 6º ai campionati olandesi di corsa campestre (Eersel), cross lungo - 29'48"
- Argento ai campionati olandesi di corsa campestre (Eersel), cross corto - 7'25"

2025
- Oro ai campionati olandesi indoor (Apeldoorn), 1500 m piani - 3'37"09

## Altre competizioni internazionali
2022
- 40º ai Campionati universitari di cross, ( Aveiro), 10 km - 31'30"

2024
- 8º all'Athletissima, ( Losanna), 1500 m piani - 3'32"16
- 10ª al Weltklasse Zürich ( Xiamen), 1500 m piani - 3'33"08

2025
- Argento ai Campionati europei a squadre, ( Madrid), 1500 m piani - 3'39"97
- Bronzo ai Bislett Games ( Oslo), miglio - 3'49"02
- 13º ai Prefontaine Classic ( Eugene), miglio - 3'49"53
- 5º al Meeting de Paris ( Parigi), 1500 m piani - 3'29"23